# Port Stephens
Koordinaten: 32° 42′ S, 152° 9′ O
Port Stephens ist ein 20 Kilometer ins Land reichender Naturhafen nördlich von Newcastle an der australischen Ostküste im Bundesstaat New South Wales.
Er liegt etwa 170 Kilometer nördlich von Sydney und ist größer als Port Jackson in Sydney. Die wichtigsten Orte am Rande des Hafens sind Shoal Bay, Nelson Bay, Salamander Bay, Lemon Tree Passage, Karuah und die Küstendörfer Tea Gardens und Hawks Nest. Der Hafen erhielt seinen Namen von Captain James Cook, als dieser am 11. Mai 1770 die Stelle passierte und sie nach Sir Philip Stephens benannte.
Bekannt ist der Hafen vor allem für die dort lebenden „Bottle Nose Delfine“. Vom Ort Nelson Bay aus werden Bootstouren zur Delphin- und Walbeobachtung angeboten. Eine weitere Attraktion sind die riesigen Sanddünen in der Nähe des kleinen Ortes Anna Bay.